# Estación José Ferrari
José Ferrari es una estación ferroviaria del paraje José Ferrari, en el Partido de Magdalena, Provincia de Buenos Aires, Argentina.

## Servicios
La estación pertenece al ramal La Plata - Lezama.
No presta servicios de ningún tipo. El ramal fue clausurado en 1977. Las vías, durmientes y señales de todo el ramal fueron retiradas.
En la actualidad, la estación forma parte del casco de una estancia, incluyendo también un galpón de chapas de zinc.